# 崇華雙語學校
22°40′56″N 120°32′47″E / 22.682145°N 120.546421°E
屏東縣私立崇華雙語學校（全名為高鳳學校財團法人屏東縣私立崇華雙語學校）是一所位臺灣屏東縣長治鄉的私立學校，目前學制包含高中. 國中、小學，由一貫道天皇學院創辦。

## 校史
崇華雙語學校的原址為「高鳳數位內容學院」，2014年2月13日高鳳數位內容學院宣布報請教育部核准停辦，為臺灣高等教育少子化衝擊中首間停辦的大專院校。
2016年2月，中華民國教育部核定學校財團法人變更由一貫道天皇學院承接，主管機關改為屏東縣政府教育處。並初步核准一至三年級共招生87人，成為首件臺灣大專院校退場轉型成功案例。同年8月29正式開學，國中、國小共有近200名學生，大部分為一貫道信徒子女。

## 特色
崇華雙語學校因為為大學轉型學校，面積高達15公頃，為台灣面積最大的國中及國小。
崇華國民小學為全世界第一個一貫道小學，也是屏東縣第一個雙語小學，其辦學將注重中華傳統文化以及英語教學，因為為大學轉型學校，面積高達15公頃，為台灣面積最大的小學，校園內設有2公頃的生態農園，可讓學生親自種植有機蔬菜，並成為三餐的蔬食來源。學校為一貫道承辦，在教學區設立佛堂，強制吃素。
學校提供住宿以及3餐蔬食，每周有45節課，包含英語及外師課程，並把讀經課、農業課程、日語課程、樂高機器人課程以及社團課納入正式課程，為全台首例。

## 班級
共有12個班級，且人數皆不超過30人
今年高一學生只有3個人。